# コトニヌプリ
コトニヌプリは、北海道の川上郡弟子屈町と網走郡津別町の2町にまたがる標高952 mの山である。

## 概要
屈斜路湖を囲む屈斜路カルデラ外輪山の一つで、西はなだらかな斜面であるのに対し東は切れ落ちた急斜面であり北側にあるサマッカリヌプリと標高が近いことから弟子屈町側から見た時に外輪山では目立つ山容である。すぐ南にはオサッペヌプリがある。
山名はアイヌ語「クツ・ウン・ヌプリ（帯状の岩層・ある・山）」が由来である。

## 登山
登山道はないため残雪期に登られることが多い。津別峠から近距離にある山だが峠がある道道588号は冬季通行止めとなるため山麓から登る必要がある。弟子屈町側は急斜面が多いため津別町側から主に登られる。コトニヌプリからオサッペヌプリ・サマッケヌプリへ縦走するルートを取る人が多い。